# Kivipurnuvaara
Kivipurnuvaara är en kulle i Finland.   Den ligger i den ekonomiska regionen Norra Lappland och landskapet Lappland, i den norra delen av landet, 800 km norr om huvudstaden Helsingfors. Toppen på Kivipurnuvaara är 231 meter över havet.
Terrängen runt Kivipurnuvaara är platt.  Trakten runt Kivipurnuvaara är nära nog obefolkad, med mindre än två invånare per kvadratkilometer.